# Metaxytherium aquitaniae
Espèce
Metaxytherium aquitaniae est une espèce éteinte de mammifères marins de l'ordre des siréniens (mammifères aquatiques ancêtres du lamantin et du dugong). On en retrouve les fossiles en France, dans le gisement de Gans en Aquitaine. Il appartient au genre Metaxytherium (de Christol, 1840), selon Daryl Paul Domning, en 1996.

## Systématique
L'espèce Metaxytherium aquitaniae a été décrite en 1987 par le paléontologue italien Giorgio Pilleri (d)(1925-2018).

## Publication originale
- G. Pilleri. 1987. The Sirenia of the Swiss Molasse, 1-114